# Miller Lite 250 2002
Miller Lite 250 2002 var den fjärde deltävlingen i CART World Series 2002. Racet kördes på The Milwaukee Mile den 2 juni. Paul Tracy tog sin första seger sedan Vancouver 2000, före Adrián Fernández och Max Papis, som tog ännu en pallplats för Sigma Autosport. Samtidigt överraskade Michel Jourdain Jr., genom att gå upp i en sensationell mästerskapsledning, bara några år efter att ha varit en av bottenförarna med dåliga team. Innan tävlingen gick PacWest Racing i konkurs, men Toyota manövrerade så att deras 21-årige talangfulle nyzeeländare Scott Dixon fick möjligheten att köra en tredjebil för Chip Ganassi Racing resterande del av säsongen. Hans stallkamrat från PacWest; Oriol Servià blev däremot arbetslös.

## Slutresultat
| Plats | Förare               | Team                | Grid | Kvaltid |
| ----- | -------------------- | ------------------- | ---- | ------- |
| 1     | Paul Tracy           | Team KOOL Green     | 2    | 22,205  |
| 2     | Adrián Fernández     | Fernández Racing    | 1    | 22,176  |
| 3     | Max Papis            | Sigma Autosport     | 17   | 22,789  |
| 4     | Christian Fittipaldi | Newman/Haas Racing  | 15   | 22,640  |
| 5     | Michel Jourdain Jr.  | Team Rahal          | 18   | 22,916  |
| 6     | Scott Dixon          | Chip Ganassi Racing | 4    | 22,357  |
| 7     | Michael Andretti     | Team Motorola       | 13   | 22,559  |
| 8     | Kenny Bräck          | Chip Ganassi Racing | 14   | 22,595  |
| 9     | Jimmy Vasser         | Team Rahal          | 12   | 22,542  |
| 10    | Bruno Junqueira      | Chip Ganassi Racing | 5    | 22,376  |
| 11    | Cristiano da Matta   | Newman/Haas Racing  | 7    | 22,394  |
| 12    | Dario Franchitti     | Team KOOL Green     | 9    | 22,448  |
| 13    | Townsend Bell        | Patrick Racing      | 19   | 22,927  |
| 14    | Tora Takagi          | Walker Racing       | 10   | 22,486  |
| 15    | Patrick Carpentier   | Forsythe Racing     | 3    | 22,324  |
| 16    | Tony Kanaan          | Mo Nunn Racing      | 8    | 22,398  |
| 17    | Mario Domínguez      | Herdez Competition  | 16   | 22,653  |
| 18    | Shinji Nakano        | Fernández Racing    | 6    | 22,383  |
| 19    | Alex Tagliani        | Forsythe Racing     | 11   | 22,511  |